# Linton-Nachlas-Sonde
Die Linton-Nachlas-Sonde (auch Linton-Sonde) ist eine spezielle Magensonde, die zur Behandlung einer oberen gastrointestinalen Blutung aus Varizen (Krampfadern) des Magenfundus dient.
Bei der Linton-Nachlas-Sonde handelt es sich um eine dreilumige Einballon-Magensonde. Ein Lumen dient dem Aufblasen des birnenförmigen Ballons am Ende der Sonde, welcher ein Fassungsvermögen von ca. 700 ml besitzt. Die beiden anderen Lumina öffnen sich einmal zum Ösophagus und ein weiteres Mal zum Magen hin. Dies ermöglicht eine genaue Lokalisation der Blutung durch getrennt mögliche Aspiration.
Die Sonde wird durch die Nase bis in den Magen vorgeschoben, der Ballon aufgeblasen und die Sonde langsam zurückgezogen, bis der Ballon am Mageneingang liegt. Zur Kompression der Magenfundusvarizen kann ein Zuggewicht von 500 - 1000 g angehängt werden. Die Blutung wird dadurch verringert oder gar gestoppt.
Stammt die Blutung aus Ösophagusvarizen (der Speiseröhre), kann die ähnlich aufgebaute Sengstaken-Blakemore-Sonde eingesetzt werden.